# Tiroler Staatsbahn – Amras bis Vintschgau
Die Tiroler Staatsbahn – Amras bis Vintschgau waren Dampflokomotiven der Tiroler Staatsbahn Österreich-Ungarns.
Die 18 Lokomotiven wurden von der Wiener Neustädter Lokomotivfabrik 1856 geliefert.
Sie wurden auf der südlichen Strecke der Tiroler Staatsbahn Verona–Bozen eingesetzt.
Da die Brennerbahn noch nicht gebaut war, kamen sie nie auf der nördlichen Strecke Innsbruck–Kufstein zum Einsatz.
Die Lokomotiven dieser Reihe kamen 1858 im Zuge der Privatisierung österreichischer Staatsbahnen zur Südbahngesellschaft, die ihnen die Nummern 252–269 und die Reihennummer 7 zuwies.
Ab 1861 erhielten sie die Reihennummer 13.
Nach Umbauten erhielten die 259 und 264 die Reihenbezeichnung 13a.
Da die Bauart 1'B1 nicht für Bergstrecken geeignet war, wurden die Lokomotiven nach Ost-Österreich versetzt.
Die 268 und 269 wurden in Tenderlokomotiven umgebaut und bekamen die Reihennummer 13b.
Sie erhielten im Zuge des Umbaus einen Wasserkasten auf der rechten Seite des Kessels, der 2,75 m³ fasste.
Hinter dem Führerstand war Platz für 1,5 m³ Kohle geschaffen worden.
Dadurch erhöhte sich auch das Gewicht der Maschinen etwas.
Die beiden Lokomotiven wurden auf der Laxenburger Bahn eingesetzt, wobei nun das umständliche Wenden der Lokomotiven in Mödling entfiel.
Zuvor mussten Lok und Tender separat gewendet werden, da die Drehscheibe zu klein war.
Die Ausmusterung aller Maschinen erfolgte bis 1894.